# Convocazioni al campionato mondiale femminile di pallavolo 2014
Elenco delle giocatrici convocate per il campionato mondiale 2014.

## Argentina
| N° | Nome               | Ruolo | Data di nascita   | Squadra           |
| -- | ------------------ | ----- | ----------------- | ----------------- |
| -  | Guillermo Orduna   | All   | 24 agosto 1957    | -                 |
| 1  | Lucía Gaido        | L     | 19 gennaio 1988   | Știința Bacău     |
| 2  | Tanya Acosta       | S     | 11 marzo 1991     | Gimnasia La Plata |
| 3  | Yamila Nizetich    | S     | 27 gennaio 1989   | Beşiktaş          |
| 5  | Lucía Fresco       | O     | 14 maggio 1991    | Potsdam           |
| 6  | Elina Rodríguez    | S     | 11 febbraio 1997  | Trebolense        |
| 8  | Sol Piccolo        | S     | 11 settembre 1996 | Vélez Sarsfield   |
| 10 | Emilce Sosa        | C     | 11 settembre 1987 | Știința Bacău     |
| 11 | Julieta Lazcano    | C     | 25 luglio 1989    | Istres            |
| 12 | Tatiana Rizzo      | S     | 30 dicembre 1986  | Boca Juniors      |
| 13 | Leticia Boscacci   | O     | 8 novembre 1985   | Soverato          |
| 14 | Josefina Fernández | S     | 17 agosto 1991    | Gimnasia La Plata |
| 16 | Florencia Busquets | C     | 27 giugno 1989    | Alba-Blaj         |
| 17 | Antonela Curatola  | P     | 23 ottobre 1991   | Vélez Sarsfield   |
| 18 | Yael Castiglione   | P     | 27 settembre 1985 | Geraldo Magela    |

## Azerbaigian
| N° | Nome                 | Ruolo | Data di nascita   | Squadra  |
| -- | -------------------- | ----- | ----------------- | -------- |
| -  | Aleksandr Chervyakov | All   | 8 agosto 1957     | -        |
| 1  | Ceyran Əliyeva       | L     | 3 gennaio 1995    | Azəryol  |
| 2  | Ksenija Kovalenko    | C     | 21 novembre 1986  | Azəryol  |
| 3  | Anastasija Artem'eva | O     | 4 dicembre 1989   | Azərreyl |
| 4  | Oksana Parchomenko   | P     | 28 luglio 1984    | Azəryol  |
| 5  | Odina Əliyeva        | S     | 22 maggio 1990    | Azəryol  |
| 6  | Ayşən Əbdüləzimova   | C     | 11 aprile 1993    | Azərreyl |
| 7  | Elena Parchomenko    | C     | 11 settembre 1982 | Azərreyl |
| 8  | Natavan Gasimova     | P     | 8 luglio 1985     | Azəryol  |
| 10 | Jana Matiašovská     | S     | 7 luglio 1987     | Azəryol  |
| 11 | Katerina Zhidkova    | S     | 28 settembre 1989 | Azərreyl |
| 16 | Oksana Kiselyova     | L     | 30 maggio 1992    | Azərreyl |
| 17 | Polina Rəhimova      | O     | 5 giugno 1990     | Azəryol  |

## Belgio
| N° | Nome              | Ruolo | Data di nascita   | Squadra              |
| -- | ----------------- | ----- | ----------------- | -------------------- |
| -  | Gert Vande Broek  | All   | -                 | -                    |
| 1  | Angelina Bland    | C     | 26 aprile 1984    | Nantes               |
| 3  | Frauke Dirickx    | P     | 3 gennaio 1980    | Impel                |
| 4  | Nina Coolman      | S     | 25 gennaio 1991   | Saint-Cloud Paris SF |
| 5  | Laura Heyrman     | C     | 17 maggio 1993    | LJ                   |
| 6  | Charlotte Leys    | S     | 18 marzo 1989     | Atom Trefl Sopot     |
| 7  | Valérie Courtois  | L     | 1º novembre 1990  | Oudegem              |
| 10 | Lise Van Hecke    | S/O   | 1º luglio 1992    | River                |
| 11 | Els Vandesteene   | S     | 30 maggio 1987    | Nantes               |
| 12 | Dominika Strumilo | S     | 26 dicembre 1996  | Asteríx Kieldrecht   |
| 14 | Hélène Rousseaux  | S     | 25 settembre 1991 | LJ                   |
| 17 | Ilka van de Vyver | P     | 26 gennaio 1993   | RC Cannes            |
| 18 | Britt Ruysschaert | L     | 27 maggio 1994    | Asteríx Kieldrecht   |
| 19 | Sarah Cools       | C     | 14 aprile 1997    | Asteríx Kieldrecht   |
| 20 | Maud Catry        | C     | 4 settembre 1990  | VDK Gent             |

## Brasile
| N° | Nome                   | Ruolo | Data di nascita  | Squadra        |
| -- | ---------------------- | ----- | ---------------- | -------------- |
| -  | José Roberto Guimarães | All   | 31 luglio 1954   | Campinas       |
| 1  | Fabiana Claudino       | C     | 24 gennaio 1985  | Sesi           |
| 3  | Danielle Lins          | P     | 5 gennaio 1985   | Sesi           |
| 4  | Ana Carolina da Silva  | C     | 8 aprile 1991    | Rio de Janeiro |
| 5  | Adenízia da Silva      | C     | 18 dicembre 1986 | Osasco         |
| 6  | Thaísa de Menezes      | C     | 15 maggio 1987   | Osasco         |
| 8  | Jaqueline de Carvalho  | S     | 31 dicembre 1983 | Osasco         |
| 10 | Gabriela Guimarães     | S     | 19 maggio 1994   | Rio de Janeiro |
| 11 | Tandara Caixeta        | S/O   | 30 ottobre 1988  | Praia Clube    |
| 12 | Natália Pereira        | S/O   | 4 aprile 1989    | Campinas       |
| 13 | Sheilla de Castro      | S/O   | 1º luglio 1983   | Osasco         |
| 16 | Fernanda Garay         | S     | 10 maggio 1986   | Fenerbahçe     |
| 17 | Josefa de Souza        | P     | 3 febbraio 1983  | Osasco         |
| 18 | Camila Brait           | L     | 28 ottobre 1988  | Osasco         |
| 19 | Léia da Silva          | L     | 1º marzo 1985    | Pinheiros      |

## Bulgaria
| N° | Nome                | Ruolo | Data di nascita   | Squadra         |
| -- | ------------------- | ----- | ----------------- | --------------- |
| -  | Vladimir Kuzjutkin  | All   | -                 | -               |
| 1  | Diana Nenova        | P     | 16 aprile 1985    | Dinamo Bucarest |
| 4  | Lora Kitipova       | P     | 19 maggio 1991    | Azərreyl        |
| 5  | Dobriana Rabadžieva | S     | 14 giugno 1991    | Galatasaray     |
| 6  | Cvetelina Zarkova   | C     | 18 dicembre 1986  | Dinamo Bucarest |
| 10 | Kremena Kamenova    | S     | 21 maggio 1988    | Enisej          |
| 11 | Hristina Ruseva     | C     | 1º ottobre 1991   | LJ              |
| 12 | Ivelina Monova      | L     | 17 gennaio 1986   | Marica          |
| 13 | Marija Filipova     | L     | 10 settembre 1982 | Lokomotiv Baku  |
| 14 | Slavina Koleva      | S     | 22 novembre 1986  | Karşıyaka       |
| 15 | Nasja Dimitrova     | C     | 6 novembre 1992   | Levski Sofia    |
| 16 | Elica Vasileva      | S     | 13 maggio 1990    | Pink Spiders    |
| 17 | Strašimira Filipova | C     | 18 agosto 1985    | Fakel           |
| 18 | Emilija Nikolova    | S/O   | 26 dicembre 1991  | Imoco           |
| 19 | Elena Koleva        | S/O   | 1º dicembre 1977  | San Casciano    |

## Camerun
| N° | Nome                  | Ruolo | Data di nascita   | Squadra        |
| -- | --------------------- | ----- | ----------------- | -------------- |
| -  | Jean-René Akono       | All   | 4 agosto 1967     | -              |
| 1  | Stephanie Mogoung     | C     | 25 settembre 1987 | Chamalières    |
| 2  | Christelle Tchoudjang | S     | 7 luglio 1989     | Chamalières    |
| 3  | Roline Nyoyo          | S     | 8 luglio 1985     | INJS           |
| 4  | Fride Iroume          | L     | 22 novembre 1981  | FAP            |
| 5  | Juliette Gamkoua      | P     | 30 giugno 1982    | Bafia          |
| 6  | Laetitia Bassoko      | S     | 9 ottobre 1993    | Schweriner     |
| 7  | Henriette Koulla      | P     | 14 settembre 1992 | INJS           |
| 8  | Esther Mballa         | C     | 11 marzo 1984     | INJS           |
| 9  | Marthe Etoga          | L     | 3 maggio 1989     | Bafia          |
| 10 | Berthrade Bikatal     | S     | 23 luglio 1992    | Nyong-et-Kéllé |
| 11 | Victoire Ntame        | C     | 31 dicembre 1985  | INJS           |
| 12 | Abdoulkarim Fawziya   | S     | 1º marzo 1989     | Bafia          |
| 13 | Sandrine Anoko        | C     | 13 marzo 1990     | Bafia          |
| 14 | Leonce Nguepmegne     | P     | 18 novembre 1985  | Bafia          |

## Canada
| N° | Nome                 | Ruolo | Data di nascita   | Squadra             |
| -- | -------------------- | ----- | ----------------- | ------------------- |
| -  | Arnd Ludwig          | All   | 15 gennaio 1967   | -                   |
| 1  | Janie Guimond        | L     | 11 aprile 1984    | Terville Florange   |
| 2  | Lisa Barclay         | S/O   | 7 giugno 1992     | British Columbia    |
| 3  | Brittney Page        | S     | 4 febbraio 1984   | Potsdam             |
| 4  | Kyla Richey          | S     | 20 giugno 1989    | Yeşilyurt           |
| 8  | Jaimie Thibeault     | C     | 23 settembre 1989 | Robur Tiboni Urbino |
| 9  | Tabitha Love         | S/O   | 11 settembre 1991 | Budowlani Łódź      |
| 10 | Marisa Field         | C     | 10 luglio 1987    | Suhl                |
| 11 | Tesca Andrew-Wasylik | L     | 11 agosto 1990    | Canada              |
| 14 | Lucille Charuk       | C     | 13 agosto 1989    | Kamnik              |
| 15 | Rebecca Pavan        | C     | 17 aprile 1990    | MTV Stoccarda       |
| 17 | Megan Cyr            | P     | 1º giugno 1990    | MTV Stoccarda       |
| 18 | Shanice Marcelle     | S     | 25 maggio 1990    | Dresdner            |
| 19 | Jennifer Lundquist   | P     | 10 settembre 1991 | Canada              |
| 20 | Dana Cranston        | S     | 5 dicembre 1991   | -                   |

## Cina
| N° | Nome         | Ruolo | Data di nascita   | Squadra          |
| -- | ------------ | ----- | ----------------- | ---------------- |
| -  | Lang Ping    | All   | 10 dicembre 1960  | Guangdong Hengda |
| 1  | Yuan Xinyue  | C     | 21 dicembre 1986  | Guangdong Hengda |
| 2  | Zhu Ting     | S     | 29 novembre 1994  | Henan            |
| 3  | Yang Fangxu  | S/O   | 6 ottobre 1994    | Shandong         |
| 5  | Shen Jingsi  | P     | 3 marzo 1989      | Bayi             |
| 6  | Yang Junjing | C     | 15 maggio 1990    | Bayi             |
| 7  | Wei Qiuyue   | P     | 26 settembre 1988 | Tianjin          |
| 8  | Zeng Chunlei | S/O   | 3 novembre 1989   | Beijing          |
| 9  | Liu Xiaotong | S     | 16 febbraio 1990  | Beijing          |
| 10 | Shan Danna   | L     | 8 ottobre 1995    | Zhejiang         |
| 11 | Xu Yunli     | C     | 2 agosto 1987     | Fujian           |
| 12 | Hui Ruoqi    | S     | 4 marzo 1991      | Guangdong Hengda |
| 15 | Chen Zhan    | L     | 11 ottobre 1990   | Jiangsu          |
| 16 | Wang Huimin  | S/O   | 11 novembre 1992  | Zhejiang         |
| 17 | Wang Na      | P     | 25 febbraio 1990  | Zhejiang         |

## Croazia
| N° | Nome           | Ruolo | Data di nascita  | Squadra        |
| -- | -------------- | ----- | ---------------- | -------------- |
| -  | Angelo Vercesi | All   | 23 giugno 1968   | Azəryol        |
| 1  | Senna Ušić     | S     | 14 maggio 1986   | Eczacıbaşı     |
| 2  | Ana Grbac      | P     | 23 marzo 1988    | Lokomotiv Baku |
| 4  | Nikolina Jelić | S     | 9 novembre 1991  | Potsdam        |
| 5  | Antonija Kaleb | C     | 2 aprile 1986    | Jakarta BNI    |
| 7  | Bernarda Ćutuk | C     | 22 novembre 1990 | Potsdam        |
| 8  | Mia Jerkov     | S/O   | 5 dicembre 1982  | Bursa BB       |
| 10 | Ivana Miloš    | C     | 7 marzo 1986     | AGIL           |
| 11 | Sanja Popović  | S/O   | 31 maggio 1984   | Dinamo Mosca   |
| 13 | Samanta Fabris | S/O   | 8 febbraio 1992  | LJ             |
| 14 | Karla Klarić   | S/O   | 5 settembre 1994 | Volero Zurigo  |
| 15 | Bernarda Brčić | P     | 12 maggio 1991   | HAOK Rijeka    |
| 17 | Jelena Alajbeg | S/O   | 1º ottobre 1989  | İlbank         |
| 18 | Maja Poljak    | C     | 2 maggio 1983    | Eczacıbaşı     |
| 21 | Marija Ušić    | L     | 5 febbraio 1992  | Amiens         |

## Cuba
| N° | Nome             | Ruolo | Data di nascita   | Squadra       |
| -- | ---------------- | ----- | ----------------- | ------------- |
| -  | Juan Carlos Gala | All   | -                 | -             |
| 2  | Regla Gracia     | S/O   | 28 giugno 1993    | Camagüey      |
| 3  | Alena Rojas      | C     | 9 agosto 1992     | Ciudad Habana |
| 4  | Melissa Vargas   | S/O   | 16 ottobre 1999   | Cienfuegos    |
| 5  | Yamila Hernández | P     | 8 novembre 1992   | Ciudad Habana |
| 6  | Daimara Lescay   | C     | 5 settembre 1992  | Guantánamo    |
| 10 | Emily Borrell    | L     | 19 febbraio 1992  | Villa Clara   |
| 11 | Gretell Moreno   | P     | 30 gennaio 1998   | Granma        |
| 12 | Dairilys Cruz    | S/O   | 12 settembre 1990 | Villa Clara   |
| 14 | Dayami Sánchez   | S     | 14 marzo 1994     | Ciudad Habana |
| 17 | Heidy Casanova   | C     | 6 novembre 1998   | Ciudad Habana |
| 18 | Sulian Matienzo  | S     | 14 dicembre 1994  | Ciudad Habana |
| 19 | Jennifer Álvarez | S     | 19 novembre 1993  | Cienfuegos    |

## Germania
| N° | Nome              | Ruolo | Data di nascita   | Squadra     |
| -- | ----------------- | ----- | ----------------- | ----------- |
| -  | Giovanni Guidetti | All   | 20 settembre 1972 | VakıfBank   |
| 1  | Lenka Dürr        | L     | 10 dicembre 1990  | İqtisadçı   |
| 2  | Kathleen Weiß     | P     | 2 febbraio 1984   | Bergamo     |
| 3  | Louisa Lippmann   | S     | 23 settembre 1994 | Münster     |
| 4  | Maren Brinker     | S     | 10 luglio 1986    | Impel       |
| 6  | Jennifer Geerties | S     | 5 aprile 1994     | Vilsbiburg  |
| 7  | Jennifer Pettke   | C     | 29 maggio 1989    | Fischbek    |
| 9  | Stefanie Karg     | C     | 22 ottobre 1986   | Dresdner    |
| 11 | Christiane Fürst  | C     | 29 marzo 1985     | VakıfBank   |
| 12 | Heike Beier       | S     | 9 dicembre 1983   | BKS         |
| 14 | Margareta Kozuch  | S/O   | 30 ottobre 1986   | Azəryol     |
| 15 | Lisa Thomsen      | L     | 20 agosto 1985    | Azəryol     |
| 18 | Wiebke Silge      | C     | 16 luglio 1996    | Münster     |
| 19 | Laura Weihenmaier | S/O   | 4 aprile 1991     | PTSV Aachen |
| 20 | Mareen Apitz      | P     | 26 marzo 1987     | Dresdner    |

## Giappone
| N° | Nome             | Ruolo | Data di nascita   | Squadra           |
| -- | ---------------- | ----- | ----------------- | ----------------- |
| -  | Masayoshi Manabe | All   | 21 agosto 1963    | -                 |
| 1  | Miyu Nagaoka     | O     | 25 luglio 1991    | Hisamitsu Springs |
| 2  | Hitomi Nakamichi | P     | 18 settembre 1985 | Toray Arrows      |
| 3  | Saori Kimura     | S     | 19 agosto 1986    | Galatasaray       |
| 4  | Arisa Takada     | S     | 17 febbraio 1987  | Toray Arrows      |
| 5  | Arisa Satō       | L     | 18 luglio 1989    | Hitachi Rivale    |
| 7  | Mai Yamaguchi    | C     | 3 luglio 1983     | Okayama Seagulls  |
| 9  | Mizuho Ishida    | S     | 22 gennaio 1988   | Hisamitsu Springs |
| 12 | Yuki Ishii       | S     | 8 maggio 1991     | Hisamitsu Springs |
| 13 | Risa Shinnabe    | S     | 11 luglio 1990    | Hisamitsu Springs |
| 14 | Yukiko Ebata     | S     | 7 novembre 1989   | Hitachi Rivale    |
| 16 | Saori Sakoda     | S     | 18 dicembre 1987  | Toray Arrows      |
| 17 | Kana Ōno         | C     | 30 giugno 1992    | NEC Red Rockets   |
| 18 | Sayaka Tsutsui   | L     | 22 settembre 1989 | Hisamitsu Springs |
| 19 | Haruka Miyashita | P     | 1º settembre 1994 | Okayama Seagulls  |

## Italia
| N° | Nome                 | Ruolo | Data di nascita  | Squadra           |
| -- | -------------------- | ----- | ---------------- | ----------------- |
| -  | Marco Bonitta        | All   | 5 settembre 1963 | Porto Robur Costa |
| 1  | Paola Cardullo       | L     | 18 marzo 1982    | LJ                |
| 3  | Noemi Signorile      | P     | 15 febbraio 1990 | Ornavasso         |
| 6  | Monica De Gennaro    | L     | 8 gennaio 1987   | Imoco             |
| 7  | Raphaela Folie       | C     | 7 marzo 1991     | Bergamo           |
| 9  | Nadia Centoni        | S/O   | 19 giugno 1981   | RC Cannes         |
| 10 | Francesca Ferretti   | P     | 15 febbraio 1984 | River             |
| 11 | Cristina Chirichella | C     | 10 febbraio 1994 | Ornavasso         |
| 12 | Francesca Piccinini  | S     | 10 gennaio 1979  | LJ                |
| 13 | Valentina Arrighetti | C     | 26 gennaio 1985  | Busto Arsizio     |
| 14 | Eleonora Lo Bianco   | P     | 22 dicembre 1979 | Galatasaray       |
| 15 | Antonella Del Core   | S     | 7 ottobre 1980   | Dinamo-Kazan      |
| 16 | Caterina Bosetti     | S     | 2 febbraio 1994  | Osasco            |
| 17 | Valentina Diouf      | S/O   | 10 gennaio 1993  | Bergamo           |
| 18 | Carolina Costagrande | S     | 15 ottobre 1980  | VakıfBank         |

## Kazakistan
| N° | Nome                | Ruolo | Data di nascita   | Squadra    |
| -- | ------------------- | ----- | ----------------- | ---------- |
| -  | Gutor Oleksandr     | All   | -                 | -          |
| 1  | Tatyana Mudritskaya | S/O   | 17 gennaio 1985   | Schweriner |
| 2  | Lyudmila Issayeva   | C     | 26 settembre 1989 | Almatı     |
| 3  | Sana Anarkulova     | S     | 21 luglio 1989    | Almatı     |
| 4  | Lyudmila Anarbayeva | C     | 12 novembre 1983  | Žetysu     |
| 5  | Olga Nassedkina     | C     | 28 dicembre 1982  | Almatı     |
| 7  | Alena Omelchenko    | C     | 19 giugno 1989    | Žetysu     |
| 8  | Korinna Ishimtseva  | P     | 8 febbraio 1984   | Žetysu     |
| 9  | Irina Lukomskaya    | P     | 19 marzo 1991     | Almatı     |
| 11 | Marina Storozhenko  | L     | 6 giugno 1985     | Žetysu     |
| 12 | Inna German         | C     | 17 gennaio 1983   | Karaganda  |
| 13 | Radmila Beresneva   | S     | 6 giugno 1983     | Irtyš      |
| 14 | Yana Yagodina       | S     | 24 gennaio 1993   | Almatı     |
| 16 | Inna Matveyeva      | S     | 12 ottobre 1978   | Irtyš      |
| 20 | Tatyana Fendrikova  | L     | 23 febbraio 1990  | Almatı     |

## Messico
| N° | Nome               | Ruolo | Data di nascita   | Squadra          |
| -- | ------------------ | ----- | ----------------- | ---------------- |
| -  | Jorge Miguel López | All   | -                 | -                |
| 1  | Gema León          | C     | 11 marzo 1991     | Nuevo León       |
| 2  | Lizeth López       | L     | 14 maggio 1990    | Baja California  |
| 3  | Claudia López      | P     | 21 maggio 1994    | -                |
| 5  | Andrea Rangel      | S/O   | 19 maggio 1993    | Nuevo León       |
| 8  | Dulce Carranza     | C     | 29 giugno 1990    | Nuevo León       |
| 9  | Alejandra Segura   | S     | 9 novembre 1993   | Nuevo León       |
| 10 | Lizbeth Sainz      | S     | 14 dicembre 1995  | Baja California  |
| 13 | Marion Frias       | S/O   | 19 gennaio 1982   | Distrito Federal |
| 14 | Claudia Ríos       | S     | 22 settembre 1992 | Tamaulipas       |
| 15 | Jocelyn Urías      | C     | 16 febbraio 1996  | Baja California  |
| 17 | Zaira Orellana     | S     | 3 maggio 1989     | Jalisco          |
| 18 | Jazmin Hernández   | P     | 18 settembre 1989 | Nuevo León       |
| 20 | Ana Valle          | C     | 31 maggio 1996    | Distrito Federal |
| 21 | Kaomi Solís        | L     | 6 agosto 1994     | Colima           |

## Paesi Bassi
| N° | Nome               | Ruolo | Data di nascita   | Squadra          |
| -- | ------------------ | ----- | ----------------- | ---------------- |
| -  | Gido Vermeulen     | All   | 6 ottobre 1964    | -                |
| 2  | Femke Stoltenborg  | P     | 30 luglio 1991    | PTSV Aachen      |
| 3  | Yvon Beliën        | C     | 28 dicembre 1993  | PTSV Aachen      |
| 4  | Celeste Plak       | S/O   | 26 ottobre 1995   | Alterno          |
| 5  | Robin de Kruijf    | C     | 5 maggio 1991     | River            |
| 7  | Quinta Steenbergen | C     | 2 aprile 1985     | Prostějov        |
| 8  | Judith Pietersen   | C     | 3 luglio 1989     | Atom Trefl Sopot |
| 9  | Myrthe Schoot      | S     | 29 agosto 1988    | Dresdner         |
| 10 | Lonneke Slöetjes   | S/O   | 15 novembre 1990  | Busto Arsizio    |
| 11 | Anne Buijs         | S     | 2 dicembre 1991   | Busto Arsizio    |
| 12 | Manon Flier        | S/O   | 8 febbraio 1984   | İqtisadçı        |
| 14 | Laura Dijkema      | P     | 18 febbraio 1990  | Halkbank         |
| 16 | Kirsten Knip       | L     | 14 settembre 1992 | Sliedrecht       |
| 17 | Carlijn Jans       | C     | 24 luglio 1987    | Alterno          |
| 20 | Quirine Oosterveld | L     | 5 marzo 1990      | Alterno          |

## Porto Rico
| N° | Nome              | Ruolo | Data di nascita   | Squadra               |
| -- | ----------------- | ----- | ----------------- | --------------------- |
| -  | José Mieles       | All   | 2 giugno 1977     | Leonas de Ponce       |
| 1  | Debora Seilhamer  | L     | 4 ottobre 1985    | Lancheras de Cataño   |
| 2  | Shara Venegas     | L     | 18 settembre 1992 | Criollas de Caguas    |
| 3  | Vilmarie Mojica   | P     | 13 agosto 1985    | Criollas de Caguas    |
| 6  | Yarimar Rosa      | S     | 20 giugno 1988    | Soverato              |
| 7  | Stephanie Enright | S     | 15 dicembre 1990  | Criollas de Caguas    |
| 9  | Áurea Cruz        | S     | 10 gennaio 1982   | Rabitə Baku           |
| 11 | Karina Ocasio     | S/O   | 1º agosto 1985    | Criollas de Caguas    |
| 14 | Natalia Valentín  | P     | 12 settembre 1989 | Leonas de Ponce       |
| 16 | Alexandra Oquendo | C     | 3 febbraio 1984   | Criollas de Caguas    |
| 17 | Sheila Ocasio     | C     | 7 novembre 1982   | Valencianas de Juncos |
| 18 | Lynda Morales     | C     | 20 maggio 1998    | Minas                 |
| 20 | Vanessa Vélez     | S/O   | 29 agosto 1986    | Gigantes de Carolina  |

## Rep. Dominicana
| N° | Nome                | Ruolo | Data di nascita   | Squadra             |
| -- | ------------------- | ----- | ----------------- | ------------------- |
| -  | Marcos Kwiek        | All   | 18 luglio 1967    | -                   |
| 1  | Annerys Vargas      | C     | 7 agosto 1981     | Azəryol             |
| 4  | Marianne Fersola    | C     | 19 gennaio 1992   | César Vallejo       |
| 5  | Brenda Castillo     | L     | 5 gennaio 1992    | Rabitə Baku         |
| 7  | Niverka Marte       | P     | 19 ottobre 1990   | Rep. Dominicana     |
| 8  | Cándida Arias       | C     | 11 marzo 1992     | Primoročka          |
| 12 | Rosalín Ángeles     | P     | 23 luglio 1985    | Rep. Dominicana     |
| 14 | Prisilla Rivera     | S/O   | 29 dicembre 1984  | Lokomotiv Baku      |
| 16 | Yonkaira Peña       | S     | 10 maggio 1993    | Toray Arrows        |
| 17 | Gina Mambrú         | S/O   | 21 gennaio 1986   | Lancheras de Cataño |
| 18 | Bethania de la Cruz | S     | 13 maggio 1987    | GS Caltex Seoul     |
| 19 | Ana Binet           | L     | 9 febbraio 1992   | Samaná              |
| 20 | Brayelin Martínez   | S/O   | 11 settembre 1996 | Mirador             |

## Russia
| N° | Nome                 | Ruolo | Data di nascita  | Squadra          |
| -- | -------------------- | ----- | ---------------- | ---------------- |
| -  | Jurij Maričev        | All   | 17 novembre 1960 | Dinamo Mosca     |
| 1  | Jana Ščerban'        | S     | 6 settembre 1989 | Dinamo Krasnodar |
| 4  | Irina Zarjažko       | C     | 3 ottobre 1991   | Uraločka         |
| 5  | Aleksandra Pasynkova | S/O   | 14 aprile 1987   | Uraločka         |
| 7  | Svetlana Krjučkova   | L     | 21 febbraio 1985 | Dinamo Krasnodar |
| 8  | Natalija Hončarova   | S     | 1º giugno 1989   | Dinamo Mosca     |
| 10 | Ekaterina Pankova    | P     | 2 febbraio 1990  | Zareč'e Odincovo |
| 11 | Ekaterina Gamova     | S/O   | 17 ottobre 1980  | Dinamo-Kazan     |
| 13 | Evgenija Starceva    | P     | 12 febbraio 1989 | Dinamo-Kazan     |
| 14 | Irina Fetisova       | C     | 9 luglio 1994    | Zareč'e Odincovo |
| 15 | Tat'jana Košeleva    | S     | 23 dicembre 1988 | Dinamo Mosca     |
| 16 | Julija Podskal'naja  | C     | 18 aprile 1989   | Dinamo Krasnodar |
| 17 | Natal'ja Malych      | S     | 8 dicembre 1993  | Zareč'e Odincovo |
| 19 | Anna Malova          | L     | 16 aprile 1990   | Dinamo Mosca     |
| 22 | Regina Moroz         | C     | 14 gennaio 1987  | Dinamo-Kazan     |

## Serbia
| N° | Nome                | Ruolo | Data di nascita  | Squadra          |
| -- | ------------------- | ----- | ---------------- | ---------------- |
| -  | Zoran Terzić        | All   | 9 luglio 1966    | Omička           |
| 2  | Jovana Brakočević   | S/O   | 5 marzo 1988     | VakıfBank        |
| 4  | Bojana Živković     | P     | 29 aprile 1988   | İlbank           |
| 5  | Nataša Krsmanović   | C     | 19 giugno 1985   | Rabitə Baku      |
| 6  | Tijana Malešević    | S     | 18 marzo 1991    | Prostějov        |
| 7  | Brižitka Molnar     | S     | 28 luglio 1985   | Atom Trefl Sopot |
| 9  | Brankica Mihajlović | S     | 13 aprile 1991   | Rio de Janeiro   |
| 10 | Maja Ognjenović     | P     | 6 agosto 1984    | Chemik Police    |
| 11 | Stefana Veljković   | C     | 9 gennaio 1990   | Galatasaray      |
| 12 | Jelena Nikolić      | S     | 13 aprile 1982   | VakıfBank        |
| 14 | Nađa Ninković       | C     | 1º novembre 1991 | Volero Zurigo    |
| 16 | Milena Rašić        | C     | 25 ottobre 1990  | RC Cannes        |
| 17 | Silvija Popović     | L     | 15 marzo 1986    | Volero Zurigo    |
| 18 | Suzana Ćebić        | L     | 9 novembre 1994  | Lokomotiv Baku   |
| 19 | Tijana Bošković     | S/O   | 8 settembre 1997 | Partizan         |

## Stati Uniti
| N° | Nome              | Ruolo | Data di nascita  | Squadra          |
| -- | ----------------- | ----- | ---------------- | ---------------- |
| -  | Karch Kiraly      | All   | 3 novembre 1960  | -                |
| 1  | Alisha Glass      | P     | 5 aprile 1988    | Fenerbahçe       |
| 2  | Kayla Banwarth    | L     | 21 gennaio 1989  | Rabitə Baku      |
| 3  | Courtney Thompson | P     | 4 novembre 1984  | Volero Zurigo    |
| 6  | Nicole Davis      | L     | 24 aprile 1982   | Dinamo Bucarest  |
| 9  | Kristin Richards  | S     | 30 giugno 1985   | Campinas         |
| 10 | Jordan Larson     | S     | 16 ottobre 1986  | Dinamo-Kazan     |
| 12 | Kelly Murphy      | S/O   | 20 ottobre 1989  | AGIL             |
| 13 | Christa Harmotto  | C     | 12 ottobre 1986  | Eczacıbaşı       |
| 14 | Nicole Fawcett    | S/O   | 16 dicembre 1986 | Leonas de Ponce  |
| 15 | Kimberly Hill     | S     | 30 novembre 1989 | Atom Trefl Sopot |
| 16 | Foluke Akinradewo | C     | 5 ottobre 1987   | Rabitə Baku      |
| 19 | Kelsey Robinson   | S     | 25 giugno 1992   | Stati Uniti      |
| 21 | TeTori Dixon      | C     | 4 agosto 1992    | Rabitə Baku      |
| 22 | Rachael Adams     | C     | 3 giugno 1990    | Dąbrowa Górnicza |

## Thailandia
| N° | Nome                         | Ruolo | Data di nascita | Squadra           |
| -- | ---------------------------- | ----- | --------------- | ----------------- |
| -  | Kiattipong Radchatagriengkai | All   | 17 luglio 1966  | -                 |
| 1  | Wanna Buakaew                | L     | 2 gennaio 1981  | İqtisadçı         |
| 3  | Yupa Sanitklang              | L     | 14 agosto 1991  | Ayutthaya         |
| 7  | Hattaya Bamrungsuk           | C     | 12 agosto 1993  | Nakhon Ratchasima |
| 8  | Sineenat Phocharoen          | S/O   | 19 maggio 1995  | Sisaket           |
| 9  | Chatchu-on Moksri            | S     | 6 novembre 1999 | Ayutthaya         |
| 11 | Wanitchaya Luangtonglang     | S     | 8 ottobre 1992  | Nakhon Ratchasima |
| 14 | Jarasporn Bundasak           | C     | 1º marzo 1993   | Nakhon Ratchasima |
| 16 | Pornpun Guedpard             | P     | 5 maggio 1993   | Sisaket           |
| 17 | Kuttika Kaewpin              | S     | 16 agosto 1994  | Nakornnonthaburi  |
| 18 | Ajcharaporn Kongyot          | C     | 18 giugno 1995  | Supreme Chonburi  |
| 19 | Kannika Thipachot            | S     | 3 maggio 1993   | Ayutthaya         |
| 20 | Soraya Phomla                | P     | 6 agosto 1992   | Ayutthaya         |

## Tunisia
| N° | Nome               | Ruolo | Data di nascita   | Squadra              |
| -- | ------------------ | ----- | ----------------- | -------------------- |
| -  | Mohamed Messelmani | All   | 9 dicembre 1951   | -                    |
| 1  | Fatma Agrebi       | S     | 14 settembre 1990 | Carthage             |
| 2  | Chaima Ghobji      | P     | 22 agosto 1994    | Olympique de Kélibia |
| 4  | Meriem Mami        | L     | 3 ottobre 1985    | Carthage             |
| 5  | Nihel Ghoul        | S     | 2 giugno 1984     | Havre                |
| 7  | Rahma Agrebi       | S     | 2 ottobre 1990    | Carthage             |
| 8  | Kaouthar Jemaii    | S/O   | 14 gennaio 1989   | Sfaxien              |
| 9  | Maissa Lengliz     | C     | 21 agosto 1989    | Carthage             |
| 10 | Maroua Boughanmi   | C     | 16 marzo 1992     | Carthage             |
| 11 | Meserra Ben Halima | C     | 18 agosto 1983    | Sfaxien              |
| 12 | Marwa Barhoumi     | P     | 28 aprile 1988    | Carthage             |
| 15 | Wafa Mnassar       | L     | 21 aprile 1985    | Carthage             |
| 16 | Mariem Brik        | S/O   | 9 dicembre 1980   | Carthage             |

## Turchia
| N° | Nome               | Ruolo | Data di nascita   | Squadra     |
| -- | ------------------ | ----- | ----------------- | ----------- |
| -  | Massimo Barbolini  | All   | 24 agosto 1964    | Galatasaray |
| 1  | Güldeniz Önal      | S     | 25 marzo 1986     | VakıfBank   |
| 2  | Gözde Kırdar       | S     | 26 giugno 1985    | VakıfBank   |
| 3  | Gizem Güreşen      | L     | 14 gennaio 1987   | VakıfBank   |
| 5  | Kübra Akman        | C     | 13 ottobre 1984   | VakıfBank   |
| 6  | Polen Uslupehlivan | S/O   | 19 luglio 1993    | VakıfBank   |
| 7  | Seda Tokatlıoğlu   | S/O   | 25 giugno 1986    | Fenerbahçe  |
| 8  | Bahar Toksoy       | C     | 6 febbraio 1988   | VakıfBank   |
| 9  | Merve Dalbeler     | L     | 27 giugno 1987    | Fenerbahçe  |
| 11 | Naz Aydemir        | P     | 14 agosto 1990    | VakıfBank   |
| 13 | Neriman Özsoy      | S     | 13 luglio 1988    | Galatasaray |
| 14 | Meliha İsmailoğlu  | S/O   | 17 settembre 1993 | İlbank      |
| 18 | Asuman Karakoyun   | P     | 16 luglio 1990    | Eczacıbaşı  |
| 19 | Ceylan Arısan      | C     | 1º gennaio 1994   | Sarıyer     |
| 21 | Özge Yurtdagülen   | C     | 6 agosto 1993     | Yeşilyurt   |